# Danh sách tổ chức chính trị người Việt tại hải ngoại
Sau sự kiện 30 tháng 4 năm 1975, lãnh thổ Việt Nam thống nhất trở lại từ Bắc chí Nam. Kể từ sau năm 1976, tại quốc nội, đời sống chính trị Việt Nam thống nhất dưới quyền kiểm soát của thể chế Cộng hòa Xã hội chủ nghĩa Việt Nam, do Đảng Cộng sản Việt Nam lãnh đạo tuyệt đối. Trong cộng đồng người Việt tại hải ngoại trong cũng hình thành nhiều xu thế chính trị khác nhau, từ thân chính quyền, trung lập đến đối lập với chính quyền Việt Nam. Dưới đây liệt kê một số tổ chức chính trị xã hội của cộng đồng người Việt tại hải ngoại có chủ trương chống chính quyền Việt Nam từng tồn tại trong lịch sử; một vài tổ chức hiện không còn tồn tại hoặc không rõ tình trạng hoạt động.

## Tổ chức tôn giáo
| Tên                                    | Thời gian                 | Biểu trưng | Lãnh đạo quan trọng      |
| -------------------------------------- | ------------------------- | ---------- | ------------------------ |
| Giáo hội Phật giáo Việt Nam Thống nhất | 1964 - 1981, 1991 đến nay |            | Thích Viên Lý (hiện nay) |

## Tổ chức chính trị
| Tên                                                           | Thời gian                                           | Biểu trưng | Lãnh đạo quan trọng                                                     |
| ------------------------------------------------------------- | --------------------------------------------------- | ---------- | ----------------------------------------------------------------------- |
| Chính phủ quốc gia Việt Nam lâm thời                          | 1990 đến nay                                        |            | Đào Minh Quân                                                           |
| Việt Nam Quốc dân Đảng                                        | 1927 đến nay                                        |            | Trần Tử ThanhTrần Thắng                                                 |
| Đại Việt Quốc dân Đảng                                        | 1939 - 1965, 1972 - 1975, 1975 đến nay              |            | Trần Trọng Đạt                                                          |
| Đảng Tân Đại Việt                                             | 1964 - 1975, 1981 - 1990, 1992 - 1993, 2002 đến nay |            | Mã Xái                                                                  |
| Đại Việt Cách mạng Đảng                                       | 1965 đến nay                                        |            | Trần Dzũng Minh Dân Nguyễn Văn Lung                                     |
| Việt Nam Canh tân Cách mạng Đảng                              | 1982 đến nay                                        |            | Hoàng Cơ Minh Đỗ Hoàng Điềm Lý Thái Hùng Hồng Thuận                     |
| Đảng Nhân dân Hành động Việt Nam                              |                                                     |            | Nguyễn Tường Bá                                                         |
| Đảng Dân tộc Việt Nam                                         | 2003 đến nay                                        |            | Nguyễn Khánh Nguyễn Hữu Chánh                                           |
| Đảng Dân chủ Nhân dân                                         |                                                     |            | Đỗ Công Thành                                                           |
| Đảng Thăng Tiến Việt Nam                                      |                                                     |            | Nguyễn Phong                                                            |
| Đảng Vì dân                                                   |                                                     |            | Nguyễn Công Bằng                                                        |
| Đảng Dân chủ thế kỷ 21                                        | 2006 đến nay                                        |            | Hoàng Minh Chính Trần Khuê                                              |
| Đảng Người Việt yêu người Việt                                | 2008 đến nay                                        |            | Đỗ Hữu Nam                                                              |
| Tổ chức Phục hưng Việt Nam                                    | 1978 đến nay                                        | ?          | Trần Văn Sơn Trần Trọng Ngà Ngô Quốc Sĩ                                 |
| Mặt trận Quốc gia Thống nhất Giải phóng Việt Nam              | 1980 - 2004                                         |            | Hoàng Cơ Minh                                                           |
| Liên minh Dân chủ Việt Nam                                    | 1981 đến nay                                        |            | Ngô Thanh Hải Nguyễn Văn Thiện                                          |
| Tập hợp Dân chủ Đa nguyên                                     |                                                     | ?          | Nguyễn Gia Kiểng                                                        |
| Hội H.O. Cứu trợ Thương phế binh và Quả phụ Việt Nam Cộng hòa | 1992 đến nay                                        | ?          | Nguyễn Thị Hạnh Nhơn                                                    |
| Liên minh Quân chủ Lập hiến Đa nguyên Việt Nam                |                                                     |            | Nguyễn Phúc Bửu Chánh                                                   |
| Chính phủ Lâm thời Việt Nam Tự do                             | 1995 - 2013                                         |            | Nguyễn Khánh Nguyễn Hữu Chánh Lâm Ngươn Tánh                            |
| Tập hợp Đồng Tâm                                              |                                                     |            | Lý Việt Hùng                                                            |
| Đoàn Thanh niên Phan Bội Châu                                 |                                                     |            | Huỳnh Tân Sam                                                           |
| Phong trào Dân chủ Việt Nam                                   |                                                     | ?          |                                                                         |
| Phong trào Quốc dân đòi trả tên Sài Gòn                       |                                                     |            | Nguyễn Hữu Lễ                                                           |
| Tập hợp Thanh niên Dân chủ                                    |                                                     |            | Hoàng Lan                                                               |
| Liên minh Dân tộc Việt Nam                                    |                                                     |            | Linh Quang Viên                                                         |
| Liên minh Dân chủ Việt Nam Thuần túy                          |                                                     |            | Lý Hiền Tài Phan Văn Thành                                              |
| Phong trào Phụ nữ Việt Nam hành động cứu nước                 | 2009 đến nay                                        |            | Nguyễn Thị Ngọc Hạnh Trần Thị Hồng Khương Đặng Thị Danh                 |
| Lực lượng Dân tộc cứu nguy Tổ quốc                            |                                                     | ?          | Trần Trọng Ngà Đặng Thành Tâm Ngô Quốc Sĩ Chu Văn Cương Trần Minh Trung |
| Mặt trận Dân tộc cứu nguy Việt Nam                            | 2010 đến nay                                        | ?          | Phạm Trần Anh Nguyễn Chính Kết                                          |
| Hội Phụ nữ Âu Cơ                                              | 2010 đến nay                                        | ?          | Phạm Thiên Thanh                                                        |
| Bạch Đằng Giang Foundation                                    | 2011 đến nay                                        | ?          | Phạm Bá Hải                                                             |
| Đảng Xây dựng Việt Nam                                        | 2011 đến nay                                        | ?          | Nguyễn Việt Phúc Lộc                                                    |
| Mặt trận Cứu nguy Dân tộc                                     | 2011 đến nay                                        | ?          | Nguyễn Việt Phúc Lộc                                                    |

## Tổ chức sắc tộc thiểu số
| Tên                             | Thời gian   | Biểu trưng | Lãnh đạo quan trọng |
| ------------------------------- | ----------- | ---------- | ------------------- |
| FULRO                           | 1964 - 1992 |            | Đã tan rã           |
| Liên đoàn Khmers Kampuchea-Krom |             |            | Thạch Ngọc Thạch    |
| Tổ chức Quỹ người Thượng        |             |            | Ksor Kok            |
| Nhà nước Dega                   |             |            | Ksor Kok            |